# Praomys minor
Praomys minor  (Hatt, 1934) è un roditore della famiglia dei Muridi endemico della Repubblica Democratica del Congo.

## Descrizione

### Dimensioni
Roditore di piccole dimensioni, con la lunghezza della testa e del corpo tra 91 e 114 mm, la lunghezza della coda tra 120 e 137 mm, la lunghezza del piede tra 21 e 23 mm e la lunghezza delle orecchie tra 13 e 17 mm..

### Aspetto
Le parti superiori sono bruno-rossicce, più chiare lungo i fianchi alti, mentre è color cannella più in basso. Sono presenti degli anelli marroni scuri intorno agli occhi. Le parti inferiori sono bianche con la base dei peli grigia. Le zampe sono bianche. La coda è più lunga della testa e del corpo, è uniformemente marrone scuro e cosparsa di piccoli peli.

## Biologia

### Comportamento
È una specie notturna e parzialmente arboricola. Costruisce nidi in alberi cavi.

## Distribuzione e habitat
Questa specie è conosciuta soltanto presso Lukolela, nella Repubblica Democratica del Congo, sebbene l'esatta posizione di questa località non è nota con esattezza.
Vive nella foresta pluviale di pianura del bacino del Fiume Congo. 

## Conservazione
La IUCN Red List, considerato che questa specie è conosciuta soltanto in una località, classifica P.minor come specie con dati insufficienti (DD).